# Eurovision Song Contest 2011
La cinquantaseiesima edizione dell'Eurovision Song Contest si è svolta dal 10 al 14 maggio 2011 presso l'Esprit Arena di Düsseldorf, in Germania, in seguito alla vittoria di Lena nell'edizione precedente con Satellite. È la terza edizione del concorso canoro svoltasi in Germania (dopo le edizioni del 1957, ospitata da Francoforte sul Meno, e del 1983, ospitata da Monaco di Baviera) e la prima ospitata da Düsseldorf.
Il concorso si è articolato, come dal 2008, in due semifinali e una finale, presentate da Stefan Raab, Anke Engelke e Judith Rakers.
In quest'edizione sono ritornati Austria, assente dal 2008, Italia, assente dal 1998, San Marino, assente dal 2009, e Ungheria, assente solo nel 2010. Liechtenstein e Kosovo, nonostante abbiano manifestato interesse nella partecipazione, non hanno soddisfatto i criteri fondamentali per la partecipazione.
I vincitori sono stati gli azeri Ell & Nikki con Running Scared.

## Organizzazione

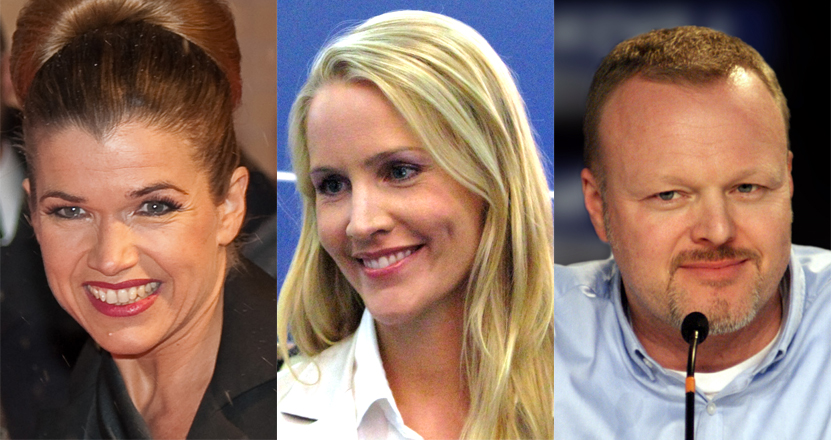
I tre presentatori dell'Eurovision Song Contest 2011. Da sinistra: Anke Engelke, Judith Rakers e Stefan Raab.

Lo slogan di questa edizione, annunciato il 13 gennaio 2011, è stato Feel Your Heart Beat! (dall'inglese: Senti battere il tuo cuore!), in linea con il logo dell'edizione, un cuore composto da fasci di luce disegnato dall'agenzia inglese Turquoise Branding. L'UER ha sostenuto che tale scelta sia stata ispirata dalla vincitrice dell'edizione 2010 dell'evento, Lena, che durante una conversazione con il presentatore Erik Solbakken ha formato un cuore con le dita per ringraziare coloro che l'avevano votata.
Il 16 dicembre 2010 sono stati annunciati i tre presentatori di questa edizione: Stefan Raab, Anke Engelke e Judith Rakers.
I partner ufficiali del festival sono stati Schwarzkopf, marchio di Henkel, Lufthansa e Vodafone.
I produttori esecutivi dell'evento sono stati Ralf Quibeldey e Thomas Schreiber.
L'intero festival ha vinto il premio della Rosa d'oro 2012 come miglior programma televisivo trasmesso in diretta.

### Scelta della sede

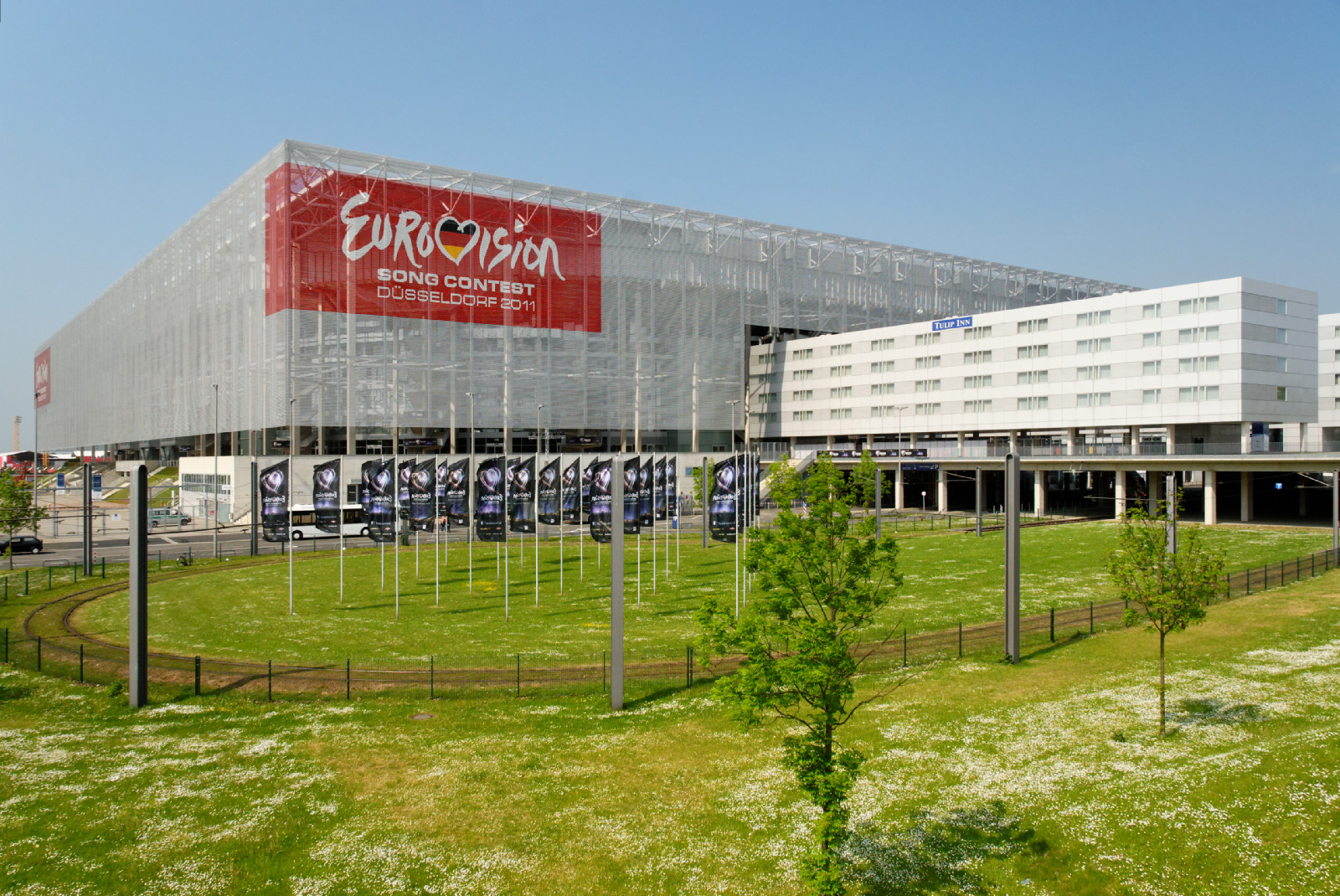
L'Esprit Arena vista da sud

All'indomani della vittoria tedesca all'Eurovision Song Contest 2010, 23 città tedesche hanno espresso un iniziale interesse nell'ospitare la manifestazione, tuttavia solo 8 di esse sono state prese in considerazione dall'emittente tedesca Norddeutscher Rundfunk (NDR): Berlino, Amburgo, Hannover, Gelsenkirchen, Düsseldorf, Colonia, Francoforte sul Meno e Monaco di Baviera.
Il 21 agosto 2010 NDR ha ristretto ulteriormente la scelta a quattro città: Amburgo, Berlino, Düsseldorf e Hannover.
Con il ritiro di Amburgo il 2 ottobre a causa della difficoltà nel sostenere i costi richiesti dalla manifestazione, sono rimaste in gara solo 3 città.
Il 12 ottobre NDR ha annunciato che l'Esprit Arena di Düsseldorf era stata scelta come sede dell'evento.
| Città      | Sede                | Posti  | Note                                                                      |
| ---------- | ------------------- | ------ | ------------------------------------------------------------------------- |
| Amburgo    | Messehallen         | 10 000 |                                                                           |
| Berlino    | Aeroporto Tempelhof | 9 000  | Si tratterebbe di un tendone posto per l'occasione nei pressi dell'hangar |
| Düsseldorf | Esprit Arena        | 38 000 |                                                                           |
| Hannover   | Fiera di Hannover   | –      |                                                                           |

## Stati partecipanti
Stati partecipanti che si sono qualificati alla finale
     Stati partecipanti che non si sono qualificati per la finale
     Stati che hanno partecipato in passato ma non nel 2011

Stati partecipanti che si sono qualificati alla finale
Stati partecipanti che non si sono qualificati per la finale
Stati che hanno partecipato in passato ma non nel 2011

Il 31 dicembre 2010 è stata ufficializzata la lista definitiva degli Stati partecipanti a questa edizione, che ne prevede 43. 
I Big Four sono diventati Big Five, con il ritorno dell'Italia, terzo maggiore contributore UER.
| Stato                    | Artista                          | Brano                   | Lingua             | Processo di selezione                                                                                        | Note |
| ------------------------ | -------------------------------- | ----------------------- | ------------------ | --- | --- |
| Albania                  | Aurela Gaçe                      | Feel the Passion        | Inglese            | Festivali i Këngës 49, 25 dicembre 2010                                                                      | Il brano in gara è una versione in inglese rispetto a quello che ha vinto la selezione nazionale                                                                |
| Armenia                  | Emmy                             | Boom Boom               | Inglese            | - Interno per la cantante, 11 dicembre 2010 - Selezione nazionale per il brano, 5 marzo 2011                 | |
| Austria                  | Nadine Beiler                    | The Secret Is Love      | Inglese            | Düsseldorf - wir kommen!, 25 febbraio 2011                                                                   | |
| Azerbaigian              | Ell & Nikki                      | Running Scared          | Inglese            | - Milli Seçim Turu 2011 per gli artisti, 11 febbraio 2011 - Interno per il brano, 14 marzo 2011              | |
| Belgio                   | Witloof Bay                      | With Love Baby          | Inglese            | Eurovision 2011: Qui? A vous de choisir!, 12 febbraio 2011                                                   | |
| Bielorussia              | Anastasija Vinnikava             | I Love Belarus          | Inglese            | Interno: artista annunciata il 28 febbraio 2011, brano presentato il 14 marzo 2011                           | Il brano in gara è differente da quello con cui è stata vinta la selezione                                                                                      |
| Bosnia ed Erzegovina     | Dino Merlin                      | Love in Rewind          | Inglese, bosniaco  | Interno; cantante annunciato il 1º dicembre 2010, canzone presentata il 21 febbraio 2011                     | |
| Bulgaria                 | Poli Genova                      | Na inat                 | Bulgaro            | Selezione nazionale, 23 febbraio 2011                                                                        | |
| Cipro                    | Christos Mylordos                | San aggelos s'agapīsa   | Greco              | Performance talent show per l'artista, 10 settembre 2010; Selezione interna per la canzone, 20 gennaio 2011. | |
| Croazia                  | Daria                            | Celebrate               | Inglese            | Dora 2011, 5 marzo 2011                                                                                      | Il brano precedentemente si chiamava Break a Leg |
| Danimarca                | A Friend in London               | New Tomorrow            | Inglese            | Dansk Melodi Grand Prix 2011, 26 febbraio 2011                                                               | |
| Estonia                  | Getter Jaani                     | Rockefeller Street      | Inglese            | Eesti Laul 2011, 26 febbraio 2011                                                                            | |
| Finlandia                | Paradise Oskar                   | Da Da Dam               | Inglese            | Euroviisut 2011, 12 febbraio 2011                                                                            | |
| Francia                  | Amaury Vassili                   | Sognu                   | Corso              | Interno; Artista annunciato il 27 gennaio 2011, brano presentata il 7 marzo 2011                             | |
| Georgia                  | Eldrine                          | One More Day            | Inglese            | Finale nazionale, 19 febbraio 2011                                                                           | Il brano è una versione modificata rispetto a quello che ha vinto la selezione nazionale.                                                                       |
| Germania (organizzatore) | Lena                             | Taken by a Stranger     | Inglese            | Interno per l'artista, 3 giugno 2010; Unser Song für Deutschland per il brano, 18 febbraio 2011              | |
| Grecia                   | Loukas Giōrkas feat. Stereo Mike | Watch My Dance          | Inglese, greco     | Finale nazionale, 2 marzo 2011                                                                               | |
| Irlanda                  | Jedward                          | Lipstick                | Inglese            | Eurosong 2011, 11 febbraio 2011                                                                              | |
| Islanda                  | Sigurjón's Friends               | Coming Home             | Inglese            | Söngvakeppnin 2011, 12 febbraio 2011                                                                         | La canzone è una versione in inglese rispetto a quella che ha vinto la selezione nazionale                                                                      |
| Israele                  | Dana International               | Ding Dong               | Inglese            | Kdam Eurovision 2011, 8 marzo 2011                                                                           | Il brano in gara è una versione modificata rispetto a quello che ha vinto la selezione nazionale                                                                |
| Italia                   | Raphael Gualazzi                 | Madness of Love         | Inglese, italiano  | Interno, 19 febbraio 2011                                                                                    | Brano selezionato tra i partecipanti al Festival di Sanremo 2011. Il brano in gara inoltre è una versione modificata rispetto a quello selezionato internamente |
| Lettonia                 | Musiqq                           | Angel in Disguise       | Inglese            | Eirodziesma 2011, 26 febbraio 2011                                                                           | |
| Lituania                 | Evelina Sašenko                  | C'est ma vie            | Inglese, francese  | Eurovizija 2011, 24 febbraio 2011                                                                            | |
| Macedonia                | Vlatko Ilievski                  | Rusinka                 | Macedone           | Skopje Fest 2011, 27 febbraio 2011                                                                           | |
| Malta                    | Glen Vella                       | One Life                | Inglese            | Malta Eurosong 2011, 12 febbraio 2011                                                                        | |
| Moldavia                 | Zdob și Zdub                     | So Lucky                | Inglese            | O melodie pentru Europa 2011, 26 febbraio 2011                                                               | |
| Norvegia                 | Stella Mwangi                    | Haba Haba               | Inglese, swahili   | Melodi Grand Prix 2011, 12 febbraio 2011                                                                     | |
| Paesi Bassi              | 3JS                              | Never Alone             | Inglese            | - Interno per l'artista, 15 luglio 2010 - Nationaal Songfestival 2011 per il brano, 30 gennaio 2011          | Il brano è una versione in inglese rispetto a quello che ha vinto la selezione nazionale                                                                        |
| Polonia                  | Magdalena Tul                    | Jestem                  | Polacco            | Krajowe Eliminacje 2011, 14 febbraio 2011                                                                    | |
| Portogallo               | Homens da Luta                   | A luta é alegria        | Portoghese         | Festival da Canção 2011, 5 marzo 2011                                                                        | |
| Regno Unito              | Blue                             | I Can                   | Inglese            | Interno; Artista annunciato il 29 gennaio 2011, brano presentato l'11 marzo 2011                             | |
| Romania                  | Hotel FM                         | Change                  | Inglese            | Selecția Națională 2011, 31 dicembre 2010                                                                    | |
| Russia                   | Aleksej Vorob'ëv                 | Get You                 | Inglese, russo     | Interno; cantante annunciato il 5 marzo 2011, brano presentato il 12 marzo 2011                              | |
| San Marino               | Senhit                           | Stand By                | Inglese            | Interno; artista annunciato il 3 febbraio 2011, brano presentato l'11 marzo 2011                             | |
| Serbia                   | Nina                             | Čaroban                 | Serbo              | Pesma za Evropu, 26 febbraio 2011                                                                            | |
| Slovacchia               | TWiiNS                           | I'm Still Alive         | Inglese            | Interno; Artista annunciato il 18 febbraio 2011, brano presentato il 3 marzo 2011                            | |
| Slovenia                 | Maja Keuc                        | No One                  | Inglese            | EMA 2011, 27 febbraio 2011                                                                                   | Il brano è la versione inglese di quello che ha vinto la selezione nazionale                                                                                    |
| Spagna                   | Lucía Pérez                      | Que me quiten lo bailao | Spagnolo           | Destino Eurovisión, 18 febbraio 2011                                                                         | Il brano in gara è una versione modificata rispetto a quello che ha vinto la selezione nazionale                                                                |
| Svezia                   | Eric Saade                       | Popular                 | Inglese            | Melodifestivalen 2011, 12 marzo 2011                                                                         | |
| Svizzera                 | Anna Rossinelli                  | In Love for a While     | Inglese            | Die grosse Entscheidungs Show, 11 dicembre 2010                                                              | |
| Turchia                  | Yüksek Sadakat                   | Live It Up              | Inglese            | Interno per l'artista, 11 gennaio 2011; Selezione nazionale per il brano, 25 febbraio 2011                   | |
| Ucraina                  | Mika Newton                      | Angel                   | Inglese            | Jevrobačennja 2011, 26 febbraio 2011                                                                         | |
| Ungheria                 | Kati Wolf                        | What About My Dreams?   | Inglese, ungherese | Interno; Artista e brano presentati il 9 marzo 2011                                                          | Il brano in gara è una versione modificata rispetto a quello selezionato internamente                                                                           |

### Stati non partecipanti
- Andorra: il 5 ottobre 2011, RTVA ha annunciato che non avrebbe partecipato a questa edizione per difficoltà economiche.[65]
- Principato di Monaco: il paese non prenderà parte a queste edizione per motivi economici.
- Montenegro: dopo un'iscrizione provvisoria, il 23 dicembre 2010 RTCG annuncia che non prenderà parte a questa edizione.[66]
- Lussemburgo: RTL non parteciperà a questa edizione, per scarso interesse nei confronti della manifestazione.
- Repubblica Ceca: la tv di stato ceca ČT, non prenderà parte all'evento per scarso interesse del pubblico, dopo aver fallito la qualificazione per tre anni di fila.[67]
- Liechtenstein: l'emittente nazionale 1 FL TV, pur aver fatto domanda d'iscrizione all'UER, non sarebbe in grado di prendere parte a questa edizione.[68]
- Kosovo: l'emittente RTK non è stata accettata nell'UER, e l'indipendenza del paese non è riconosciuta internazionalmente.

## Verso l'evento

### Eurovision in Concert 2011
La terza edizione dell'evento che anticipa l'ESC si è tenuta il 9 aprile 2011 presso l'Air Club di Amsterdam, condotta da Cornald Maas, Sascha Korf e Esther Hart (rappresentante dei Paesi Bassi all'Eurovision Song Contest 2003); vi hanno partecipato:
- Albania
- Armenia
- Austria
- Bielorussia
- Bulgaria
- Croazia
- Cipro
- Finlandia
- Macedonia
- Grecia
- Lettonia
- Malta
- Polonia
- Regno Unito
- Russia
- San Marino
- Serbia
- Slovenia
- Svizzera
- Turchia
- Ucraina

### London Eurovision Party 2011
La quarta edizione dell'evento si è tenuta il 17 aprile 2011, al Shadow Lounge di Londra, condotta da Paddy O'Connell e Nikki French (rappresentante del Regno Unito all'Eurovision Song Contest 2000) ; vi hanno partecipato:
- Bulgaria
- Israele
- Italia
- Malta
- Romania
- San Marino
- Svizzera

Ha partecipato inoltre Emily Reed (A Song For Europe 2003).

## L'evento

### Semifinali
Digame ha calcolato la composizione delle urne nelle quali sono stati divisi gli Stati partecipanti, determinate in base allo storico delle votazioni. La loro composizione è stata:
| Urna 1                                                                                | Urna 2                                                          | Urna 3                                                                        | Urna 4                                                      | Urna 5                                                         | Urna 6                                                              |
| ------------------------------------------------------------------------------------- | --------------------------------------------------------------- | ----------------------------------------------------------------------------- | ----------------------------------------------------------- | -------------------------------------------------------------- | ------------------------------------------------------------------- |
| - Albania - Bosnia ed Erzegovina - Croazia - Macedonia - Serbia - Slovenia - Svizzera | - Danimarca - Estonia - Finlandia - Islanda - Norvegia - Svezia | - Azerbaigian - Bielorussia - Georgia - Israele - Moldavia - Russia - Ucraina | - Armenia - Belgio - Cipro - Grecia - Paesi Bassi - Turchia | - Irlanda - Lettonia - Lituania - Malta - Portogallo - Romania | - Austria - Bulgaria - Ungheria - Polonia - San Marino - Slovacchia |

Il 17 gennaio 2011, a Düsseldorf, si è svolto il sorteggio (presentato da Judith Rakers), per determinare in quale metà delle semifinali si esibiranno gli stati sorteggiati e la semifinale in cui avranno il diritto di voto gli Stati già qualificati alla finale. Nel sorteggio è stato, inoltre, esplicitato che le semifinali verranno composte da 19 Stati ciascuna, e che l'ordine di esibizione esatto verrà stabilito durante l'incontro con i capo delegazione. 
In base all'esito del sorteggio, le semifinali sono state quindi così composte:

Stati partecipanti alla prima semifinale
Stati con diritto di voto nella prima semifinale
Stati partecipanti alla seconda semifinale
Stati con diritto di voto alla seconda semifinale

     Stati partecipanti alla prima semifinale
     Stati con diritto di voto nella prima semifinale
     Stati partecipanti alla seconda semifinale
     Stati con diritto di voto alla seconda semifinale
| 1ª semifinale 10 maggio 2011                                                      | 1ª semifinale 10 maggio 2011                                                     | 2ª semifinale 12 maggio 2011                                                             | 2ª semifinale 12 maggio 2011                                                               |
| --------------------------------------------------------------------------------- | -------------------------------------------------------------------------------- | ---------------------------------------------------------------------------------------- | ------------------------------------------------------------------------------------------ |
| Albania Finlandia Armenia Svizzera Norvegia Georgia Turchia Serbia Russia Polonia | Croazia Azerbaigian Lituania Ungheria Malta San Marino Grecia Islanda Portogallo | Paesi Bassi Bosnia ed Erzegovina Ucraina Cipro Austria Svezia Moldavia Belgio Slovacchia | Israele Macedonia Danimarca Bielorussia Bulgaria Lettonia Estonia Romania Slovenia Irlanda |
| Con diritto di voto: Regno Unito Spagna                                           | Con diritto di voto: Regno Unito Spagna                                          | Con diritto di voto: Francia Germania Italia                                             | Con diritto di voto: Francia Germania Italia                                               |

### Ordine di esibizione
Il 15 marzo 2011, si è svolto l'incontro con i capo delegazione, per determinare l'ordine di esibizione ufficiale dei paesi nelle semifinali, e dei finalisti di diritto nella finale.

#### Prima semifinale
La prima semifinale si è tenuta il 10 maggio 2011; vi hanno partecipato 19 Stati, e hanno votato anche Regno Unito e Spagna.
| N° | Stato       | Cantante                         | Canzone               | Punti | Posizione |
| -- | ----------- | -------------------------------- | --------------------- | ----- | --------- |
| 01 | Polonia     | Magdalena Tul                    | Jestem                | 18    | 19        |
| 02 | Norvegia    | Stella Mwangi                    | Haba Haba             | 30    | 17        |
| 03 | Albania     | Aurela Gaçe                      | Feel the Passion      | 47    | 14        |
| 04 | Armenia     | Emmy                             | Boom Boom             | 54    | 12        |
| 05 | Turchia     | Yüksek Sadakat                   | Live It Up            | 47    | 13        |
| 06 | Serbia      | Nina                             | Čaroban               | 67    | 8         |
| 07 | Russia      | Aleksej Vorob'ëv                 | Get You               | 64    | 9         |
| 08 | Svizzera    | Anna Rossinelli                  | In Love for a While   | 55    | 10        |
| 09 | Georgia     | Eldrine                          | One More Day          | 74    | 6         |
| 10 | Finlandia   | Paradise Oskar                   | Da Da Dam             | 103   | 3         |
| 11 | Malta       | Glen Vella                       | One Life              | 54    | 11        |
| 12 | San Marino  | Senhit                           | Stand By              | 34    | 16        |
| 13 | Croazia     | Daria                            | Celebrate             | 41    | 15        |
| 14 | Islanda     | Sigurjón's Friends               | Coming Home           | 100   | 4         |
| 15 | Ungheria    | Kati Wolf                        | What About My Dreams? | 72    | 7         |
| 16 | Portogallo  | Homens da Luta                   | A luta é alegria      | 22    | 18        |
| 17 | Lituania    | Evelina Sašenko                  | C'est ma vie          | 81    | 5         |
| 18 | Azerbaigian | Ell & Nikki                      | Running Scared        | 122   | 2         |
| 19 | Grecia      | Loukas Giōrkas feat. Stereo Mike | Watch My Dance        | 133   | 1         |

| Pos. | Televoto    | Punti | Giuria      | Punti |
| ---- | ----------- | ----- | ----------- | ----- |
| 1    | Grecia      | 154   | Lituania    | 113   |
| 2    | Azerbaigian | 124   | Azerbaigian | 109   |
| 3    | Finlandia   | 111   | Islanda     | 104   |
| 4    | Russia      | 93    | Serbia      | 102   |
| 5    | Georgia     | 90    | Finlandia   | 86    |
| 6    | Islanda     | 79    | Malta       | 84    |
| 7    | Armenia     | 75    | Svizzera    | 76    |
| 8    | Ungheria    | 73    | San Marino  | 74    |
| 9    | Norvegia    | 56    | Grecia      | 74    |
| 10   | Turchia     | 54    | Ungheria    | 65    |
| 11   | Lituania    | 52    | Albania     | 61    |
| 12   | Svizzera    | 45    | Turchia     | 58    |
| 13   | Albania     | 42    | Georgia     | 51    |
| 14   | Serbia      | 42    | Croazia     | 49    |
| 15   | Portogallo  | 39    | Armenia     | 33    |
| 16   | Croazia     | 32    | Russia      | 31    |
| 17   | Polonia     | 25    | Norvegia    | 29    |
| 18   | Malta       | 24    | Polonia     | 13    |
| 19   | San Marino  | 8     | Portogallo  | 6     |

12 punti
| N. | A           | Da                        |
| -- | ----------- | ------------------------- |
| 3  | Finlandia   | Islanda, Norvegia, Russia |
| 2  | Azerbaigian | Georgia, Turchia          |
| 2  | Croazia     | Malta, Serbia             |
| 2  | Islanda     | Ungheria, Spagna          |
| 2  | Lituania    | Polonia, Regno Unito      |
| 2  | Serbia      | Croazia, Svizzera         |
| 2  | Turchia     | Albania, Azerbaigian      |
| 1  | Albania     | Grecia                    |
| 1  | Georgia     | Lituania                  |
| 1  | Grecia      | Portogallo                |
| 1  | Ungheria    | Finlandia                 |
| 1  | Malta       | San Marino                |
| 1  | Russia      | Armenia                   |

#### Seconda semifinale
La seconda semifinale si è tenuta il 12 maggio 2011; vi hanno partecipato 19 Stati, e hanno votato anche Francia, Germania e Italia.
| N° | Stato                | Cantante             | Canzone               | Punti | Posizione |
| -- | -------------------- | -------------------- | --------------------- | ----- | --------- |
| 01 | Bosnia ed Erzegovina | Dino Merlin          | Love in Rewind        | 109   | 5         |
| 02 | Austria              | Nadine Beiler        | The Secret Is Love    | 69    | 7         |
| 03 | Paesi Bassi          | 3JS                  | Never Alone           | 13    | 19        |
| 04 | Belgio               | Witloof Bay          | With Love Baby        | 53    | 11        |
| 05 | Slovacchia           | TWiiNS               | I'm Still Alive       | 48    | 13        |
| 06 | Ucraina              | Mika Newton          | Angel                 | 81    | 6         |
| 07 | Moldavia             | Zdob și Zdub         | So Lucky              | 54    | 10        |
| 08 | Svezia               | Eric Saade           | Popular               | 155   | 1         |
| 09 | Cipro                | Christos Mylordos    | San aggelos s'agapīsa | 16    | 18        |
| 10 | Bulgaria             | Poli Genova          | Na inat               | 48    | 12        |
| 11 | Macedonia            | Vlatko Ilievski      | Rusinka               | 36    | 16        |
| 12 | Israele              | Dana International   | Ding Dong             | 38    | 15        |
| 13 | Slovenia             | Maja Keuc            | No One                | 112   | 3         |
| 14 | Romania              | Hotel FM             | Change                | 111   | 4         |
| 15 | Estonia              | Getter Jaani         | Rockefeller Street    | 60    | 9         |
| 16 | Bielorussia          | Anastasija Vinnikava | I Love Belarus        | 45    | 14        |
| 17 | Lettonia             | Musiqq               | Angel in Disguise     | 25    | 17        |
| 18 | Danimarca            | A Friend in London   | New Tomorrow          | 135   | 2         |
| 19 | Irlanda              | Jedward              | Lipstick              | 68    | 8         |

| Pos. | Televoto             | Punti | Giuria               | Punti |
| ---- | -------------------- | ----- | -------------------- | ----- |
| 1    | Svezia               | 159   | Slovenia             | 146   |
| 2    | Bosnia ed Erzegovina | 131   | Danimarca            | 129   |
| 3    | Romania              | 121   | Svezia               | 99    |
| 4    | Danimarca            | 115   | Austria              | 95    |
| 5    | Ucraina              | 91    | Romania              | 85    |
| 6    | Irlanda              | 78    | Estonia              | 83    |
| 7    | Slovenia             | 68    | Ucraina              | 76    |
| 8    | Moldavia             | 61    | Belgio               | 71    |
| 9    | Bielorussia          | 54    | Slovacchia           | 71    |
| 10   | Austria              | 52    | Irlanda              | 66    |
| 11   | Israele              | 51    | Bosnia ed Erzegovina | 65    |
| 12   | Belgio               | 50    | Bulgaria             | 59    |
| 13   | Estonia              | 46    | Moldavia             | 53    |
| 14   | Bulgaria             | 43    | Macedonia            | 47    |
| 15   | Lettonia             | 43    | Bielorussia          | 38    |
| 16   | Slovacchia           | 40    | Israele              | 36    |
| 17   | Macedonia            | 33    | Cipro                | 24    |
| 18   | Cipro                | 23    | Paesi Bassi          | 22    |
| 19   | Paesi Bassi          | 17    | Lettonia             | 11    |

12 punti
| N. | A                    | Da                                                               |
| -- | -------------------- | ---------------------------------------------------------------- |
| 7  | Svezia               | Belgio, Cipro, Danimarca, Estonia, Francia, Israele, Paesi Bassi |
| 4  | Bosnia ed Erzegovina | Austria, Macedonia, Slovacchia, Slovenia                         |
| 4  | Danimarca            | Bulgaria, Irlanda, Lettonia, Svezia                              |
| 2  | Romania              | Italia, Moldavia                                                 |
| 1  | Austria              | Germania                                                         |
| 1  | Moldavia             | Romania                                                          |
| 1  | Slovacchia           | Ucraina                                                          |
| 1  | Slovenia             | Bosnia e Erzegovina                                              |
| 1  | Ucraina              | Bielorussia                                                      |

#### Finale
La finale si è tenuta il 14 maggio 2011; vi hanno gareggiato 25 paesi di cui:
- i primi 10 qualificati durante la prima semifinale;
- i primi 10 qualificati durante la seconda semifinale;
- i 5 finalisti di diritto, i cosiddetti Big Five, ovvero Francia, Germania, Italia, Regno Unito e Spagna.

Hanno aperto la finale Stefan Raab e Lena con una versione speciale di Satellite.
| N° | Stato                | Cantante                     | Canzone                 | Punti | Posizione |
| -- | -------------------- | ---------------------------- | ----------------------- | ----- | --------- |
| 01 | Finlandia            | Paradise Oskar               | Da Da Dam               | 57    | 21        |
| 02 | Bosnia ed Erzegovina | Dino Merlin                  | Love in Rewind          | 125   | 6         |
| 03 | Danimarca            | A Friend in London           | New Tomorrow            | 134   | 5         |
| 04 | Lituania             | Evelina Sašenko              | C'est ma vie            | 63    | 19        |
| 05 | Ungheria             | Kati Wolf                    | What About My Dreams?   | 53    | 22        |
| 06 | Irlanda              | Jedward                      | Lipstick                | 119   | 8         |
| 07 | Svezia               | Eric Saade                   | Popular                 | 185   | 3         |
| 08 | Estonia              | Getter Jaani                 | Rockefeller Street      | 44    | 24        |
| 09 | Grecia               | Loukas Giōrkas e Stereo Mike | Watch My Dance          | 120   | 7         |
| 10 | Russia               | Aleksej Vorob'ëv             | Get You                 | 77    | 16        |
| 11 | Francia              | Amaury Vassili               | Sognu                   | 82    | 15        |
| 12 | Italia               | Raphael Gualazzi             | Madness of Love         | 189   | 2         |
| 13 | Svizzera             | Anna Rossinelli              | In Love for a While     | 19    | 25        |
| 14 | Regno Unito          | Blue                         | I Can                   | 100   | 11        |
| 15 | Moldavia             | Zdob și Zdub                 | So Lucky                | 97    | 12        |
| 16 | Germania             | Lena Meyer-Landrut           | Taken by a Stranger     | 107   | 10        |
| 17 | Romania              | Hotel FM                     | Change                  | 77    | 17        |
| 18 | Austria              | Nadine Beiler                | The Secret Is Love      | 64    | 18        |
| 19 | Azerbaigian          | Ell & Nikki                  | Running Scared          | 221   | 1         |
| 20 | Slovenia             | Maja Keuc                    | No One                  | 96    | 13        |
| 21 | Islanda              | Sigurjón's Friends           | Coming Home             | 61    | 20        |
| 22 | Spagna               | Lucía Pérez                  | Que me quiten lo bailao | 50    | 23        |
| 23 | Ucraina              | Mika Newton                  | Angel                   | 159   | 4         |
| 24 | Serbia               | Nina                         | Čaroban                 | 85    | 14        |
| 25 | Georgia              | Eldrine                      | One More Day            | 110   | 9         |

| Pos. | Televoto             | Punti | Giuria               | Punti |
| ---- | -------------------- | ----- | -------------------- | ----- |
| 1    | Azerbaigian          | 223   | Italia               | 251   |
| 2    | Svezia               | 221   | Azerbaigian          | 182   |
| 3    | Grecia               | 176   | Danimarca            | 168   |
| 4    | Ucraina              | 168   | Slovenia             | 160   |
| 5    | Regno Unito          | 166   | Austria              | 145   |
| 6    | Bosnia ed Erzegovina | 151   | Irlanda              | 119   |
| 7    | Russia               | 138   | Ucraina              | 117   |
| 8    | Georgia              | 138   | Serbia               | 111   |
| 9    | Germania             | 113   | Svezia               | 106   |
| 10   | Irlanda              | 101   | Germania             | 104   |
| 11   | Italia               | 99    | Bosnia ed Erzegovina | 90    |
| 12   | Moldavia             | 98    | Francia              | 90    |
| 13   | Serbia               | 89    | Romania              | 86    |
| 14   | Romania              | 79    | Grecia               | 84    |
| 15   | Francia              | 76    | Moldavia             | 82    |
| 16   | Spagna               | 73    | Georgia              | 79    |
| 17   | Ungheria             | 64    | Finlandia            | 75    |
| 18   | Danimarca            | 61    | Estonia              | 74    |
| 19   | Islanda              | 60    | Islanda              | 72    |
| 20   | Lituania             | 55    | Lituania             | 66    |
| 21   | Finlandia            | 47    | Ungheria             | 60    |
| 22   | Slovenia             | 39    | Regno Unito          | 57    |
| 23   | Estonia              | 32    | Svizzera             | 53    |
| 24   | Austria              | 25    | Spagna               | 38    |
| 25   | Svizzera             | 2     | Russia               | 25    |

12 punti
| N. | A                    | Da                                             |
| -- | -------------------- | ---------------------------------------------- |
| 5  | Bosnia ed Erzegovina | Austria, Macedonia, Serbia, Slovenia, Svizzera |
| 4  | Italia               | Albania, Lettonia, San Marino, Spagna          |
| 3  | Azerbaigian          | Malta, Russia, Turchia                         |
| 3  | Danimarca            | Islanda, Irlanda, Danimarca                    |
| 3  | Georgia              | Bielorussia, Lituania, Ucraina                 |
| 3  | Irlanda              | Danimarca, Svezia, Regno Unito                 |
| 3  | Ucraina              | Armenia, Azerbaigian, Slovacchia               |
| 2  | Francia              | Belgio, Grecia                                 |
| 2  | Lituania             | Georgia, Polonia                               |
| 2  | Romania              | Italia, Moldavia                               |
| 2  | Slovenia             | Bosnia e Erzegovina, Croazia                   |
| 2  | Spagna               | Francia, Portogallo                            |
| 2  | Svezia               | Estonia, Israele                               |
| 1  | Austria              | Germania                                       |
| 1  | Finlandia            | Norvegia                                       |
| 1  | Grecia               | Cipro                                          |
| 1  | Ungheria             | Finlandia                                      |
| 1  | Islanda              | Ungheria                                       |
| 1  | Moldavia             | Romania                                        |
| 1  | Regno Unito          | Bulgaria                                       |

## Altri premi

### Marcel Bezençon Awards
I vincitori sono stati:
- Press Award:  Finlandia
- Artistic Award:  Irlanda
- Composer Award:  Francia

### OGAE 2011
L'OGAE 2011 è una classifica fatta da gruppi dell'OGAE, un'organizzazione internazionale che consiste in un network di oltre 40 fan club del Contest di vari Paesi europei e non. Come ogni anno, i membri dell'OGAE hanno avuto l'opportunità di votare per la loro canzone preferita prima della gara e i risultati sono stati pubblicati sul sito web dell'organizzazione.
| Posizione | Paese       | Cantante       | Canzone*              | Punti |
| --------- | ----------- | -------------- | --------------------- | ----- |
| 1         | Ungheria    | Kati Wolf      | What About My Dreams? | 277   |
| 2         | Francia     | Amaury Vassili | Sognu                 | 270   |
| 3         | Regno Unito | Blue           | I Can                 | 253   |
| 4         | Svezia      | Eric Saade     | Popular               | 238   |
| 5         | Estonia     | Getter Jaani   | Rockefeller Street    | 183   |

*La tabella raffigura il voto finale di 33 OGAE club.

## Trasmissione dell'evento e commentatori
- Albania: l'evento è stato trasmesso su RTSH, con il commento di Leon Menkshi.
- Armenia: l'evento è stato trasmesso su Armenia 1 e Public Radio of Armenia, con il commento di Artak Vardanyan[75]
- Australia: l'evento è stato trasmesso su SBS, con il commento di Julia Zemiro e Sam Pang.
- Austria: l'evento è stato trasmesso su ORF 1, con il commento di Andi Knoll, e Hitradio Ö3 con il commento di Martin Blumenau e Benny Hörtnagl.
- Azerbaigian: l'evento è stato trasmesso su İctimai TV, con il commento di Leyla Əliyeva.[75][76]
- Belgio: l'evento è stato trasmesso in: Francese, su La Une, con il commento di Jean-Pierre Hautier e Jean-Louis Lahaye. Olandese, su Één e su Radio 2, con il commento di André Vermeulen e Sven Pichal.[77][78]
- Bielorussia: l'evento è stato trasmesso su Belarus-1 e Belteleradio, con il commento di Denis Kurian.
- Bosnia ed Erzegovina: l'evento è stato trasmesso su BHRT 1, con il commento di Dejan Kukrić.[79][80]
- Bulgaria: l'evento è stato trasmesso su BNT 1, con il commento di Elena Rosberg e Georgi Kushvaliev.
- Cina: la finale dell'evento è stata trasmessa su CCTV-15, il 24 gennaio 2014. Lo show è stato accorciato di due ore, facendo un montaggio dell'intervallo e della sequenza di voto.
- Cipro: l'evento è stato trasmesso su CyBC 1, con il commento di Melina Karageorgiou.[81]
- Croazia: l'evento è stato trasmesso su HRT 1, con il commento di Duško Ćurlić.
- Danimarca: l'evento è stato trasmesso su DR1, con il commento di Ole Tøpholm.[82][83]
- Estonia: l'evento è stato trasmesso su: ETV e Raadio 2, con il commento di Marko Reikop.[83][84]
- Fær Øer: l'evento è stato trasmesso su Kringvarp Føroya, con il commento del canale danese DR1, di Ole Tøpholm.[85]
- Finlandia: l'evento è stato trasmesso in: Finlandese, su Yle TV2, con il commento di Tarja Närhi, Asko Murtomäki, e su Yle Radio Suomi, con il commento di Sanna Kojo e Jorma Hietamäki. Svedese, su Yle Fem con il commento di Eva Frantz e Johan Lindroos.[86][87]
- Francia: la seconda semifinale è stata trasmessa su France Ô, con il commento di Audrey Chauveau e Bruno Berberes, mentre la finale è stata trasmessa su France 3, con il commento di Laurent Boyer e Catherine Lara, e su France Bleu, con il commento di Fred Musa e Éric Mazet.[88]
- Georgia: l'evento è stato trasmesso su: 1TV con il commento di Sopho Altunashvili.
- Germania: la prima semifinale è stata trasmessa su One e ProSieben, mentre la seconda semifinale e la finale sono state trasmesse su Das Erste, con il commento di Peter Urban. La finale è stata anche trasmessa su NDR 2, WDR1LIVE e hr3, con il commento di Tim Frühling, Steffi Neu  e Thomas Mohr.[75][89][90]
- Grecia: l'evento è andato in onda su ERT2 e ERT World, con il commento di Maria Kozakou.[75]
- Groenlandia: l'evento è stato trasmesso su KNR
- Irlanda: le semifinali sono state trasmesse su RTÉ2, mentre la finale è stata trasmessa su RTÉ One, con il commento di Marty Whelan. L'evento è stato anche trasmesso su RTÉ Radio 1, con il commento di Shay Byrne e Zbyszek Zalinski.[91][92]
- Islanda: l'evento è stato trasmesso su RÚV, con il commento di Hrafnhildur Halldorsdóttir.[93]
- Israele: l'evento è stato trasmesso su Channel 1.
- Italia: La seconda semifinale è stata trasmessa su Rai 5 e la finale su Rai 2, con il commento di Raffaella Carrà, che ha commentato la finale con Bob Sinclar. In Alto Adige, è stato possibile vedere l'evento su Radiotelevisione Azienda Speciale, che ha permesso di scegliere se seguire il programma con il commento in tedesco di: Martin Blumenau e Benny Hörtnagl (Austria), Sven Epiney (Svizzera) o Peter Urban (Germania).[75][94][95]
- Kazakistan: l'evento è stato trasmesso su Khabar TV.[96]
- Kosovo: l'evento è stato trasmesso su RTK.[97]
- Lettonia: l'evento è stato trasmesso su LTV1, con il commento di Valters Frīdenbergs, che ha commentato la finale con Kārlis Būmeistars.[98]
- Lituania:l'evento è stato trasmesso su LRT e LRT Radijas, con il commento di Darius Užkuraitis.[99]
- Macedonia: l'evento è stato trasmesso su MRT 1, con il commento di Eli Tanaskovska.
- Malta: l'evento è stato trasmesso su TVM, con il commento di Eileen Montesin.[100]
- Moldavia:l'evento è stato trasmesso su Moldova 1 e Radio Moldova, con il commento di Marcel Spătari.
- Norvegia: l'evento è stato trasmesso su NRK1, con il commento di Olav Viksmo-Slettan.[101][102]
- Nuova Zelanda: l'evento è stato trasmesso su Face TV.[103]
- Paesi Bassi: l'evento è stato trasmesso su TROS e su BVN, con il commento di Jan Smit e Daniël Dekker.[75][104]
- Polonia:l'evento è stato trasmesso su TVP1, con il commento di Artur Orzech.[75][105]
- Portogallo: l'evento è stato trasmesso su RTP1, con il commento di Sílvia Alberto.[75]
- Romania: l'evento è stato trasmesso su TVR1 e TVR International, con il commento di Liana Stanciu e Bogdan Pavlică.[75][106]
- Regno Unito: le semifinali sono state trasmesse su BBC Three, con il commento di Scott Mills e Sara Cox, mentre la finale è stata trasmessa su BBC One, con il commento di Graham Norton. La finale è stata trasmessa anche su BBC Radio 2, con il commento di Ken Bruce.[107]
- Russia: l'evento è stato trasmesso su Pervyj kanal, con il commento di Yana Churikova e Yuriy Aksyuta, che hanno commentato tutte le serate, e Kirill Nabutov che ha commentato solo la finale.[75]
- San Marino: l'evento è stato trasmesso su SMRTV, con il commento di Lia Fiorio e Gigi Restivo.[75][94]
- Serbia: l'evento è stato trasmesso su RTS1 e RTS Digital e RTS Sat, con il commento di Marina Nikolić che ha commentato la prima semifinale, Dragan Ilić che ha commentato la seconda semifinale, e Duška Vučinić-Lučić che ha commentato la finale. L'intero evento è stato trasmesso anche su Radio Belgrade 1, con il commento di Tanja Zeljković.[75][108]
- Slovacchia: la prima semifinale e la finale sono state trasmesse su Jednotka, mentre la seconda semifinale è stata trasmessa su Dvojka, con il commento di Roman Bomboš. L'evento è stato anche trasmesso su Rádio FM.[109]
- Slovenia: le semifinali sono state trasmesse su STV2, mentre la finale è stata trasmessa su STV1, con il commento di Andrej Hofer.[75][110]
- Spagna: le semifinali sono state trasmesse su La 2, mentre la finale è stata trasmessa su La 1 e TVE Internacional, con il commento di José María Íñigo.[75][111][112]
- Svezia: l'evento è stato trasmesso su SVT1, con il commento di Hélène Benno e Edward af Sillén.[113]
- Svizzera: nella Svizzera tedesca la prima semifinale e la finale sono state trasmesse su SRF 1, con il commento di Sven Epiney. Nella Svizzera francese, la prima semifinale e la finale sono state trasmesse su RTS Deux, con il commento di Jean-Marc Richard e Henri Dès per la prima semifinale,  e Nicolas Tanner per la finale. Nella Svizzera italiana su RSI LA2 è andata in onda la prima semifinale, mentre la finale è stata trasmessa da RSI LA1 con il commento di Jonathan Tedesco. La finale è stata anche trasmessa su HD Suisse, senza commento.[75][114][115]
- Turchia: l'evento è stato trasmesso su TRT 1, TRT Avaz, TRT Müzik e TRT Radyo 3 con il commento di Bülend Özveren e Erhan Konuk.[75]
- Ucraina: l'evento è stato trasmesso su UA:Peršyj, con il commento di Timur Mirošnyčenko e Tetiana Terekhova, e su UR1 e UR2, con il commento di Olena Zelinchenko.
- Ungheria: l'evento è stato trasmesso su M1, con il commento di Gábor Gundel Takács.[116]

## Portavoce
Il 14 maggio 2011, è stato stabilito l'ordine di presentazione dei portavoce. L'ordine inizialmente stabilito ed i portavoce sono:
1. Russia: Dima Bilan (Vincitore dell'Eurovision Song Contest 2008 e rappresentante dello stato all'Eurovision Song Contest 2006)
2. Bulgaria: Marija Ilieva
3. Paesi Bassi: Mandy Huydts (Rappresentante dello stato all'Eurovision Song Contest 1986 come parte dei Frizzle Sizzle)
4. Italia: Raffaella Carrà
5. Cipro: Loukas Hamatsos
6. Ucraina: Ruslana (Vincitrice dell'Eurovision Song Contest 2004)
7. Finlandia: Susan Aho (Rappresentante dello stato all'Eurovision Song Contest 2010 come parte del duo Kuunkuiskaajat)
8. Norvegia: Nadia Hasnaoui (Presentatrice del Junior Eurovision Song Contest 2004 e dell'Eurovision Song Contest 2010)
9. Armenia: Lusine Tovmasyan
10. Macedonia: Kristina Taleska
11. Islanda:  Ragnhildur Steinunn Jónsdóttir
12. Slovacchia: Mária Pietrová
13. Regno Unito: Alex Jones
14. Danimarca: Lise Rønne (Presentatrice dell'Eurovision Song Contest 2014)
15. Austria: Kati Bellowitsch
16. Polonia: Odeta Moro-Figurska
17. Svezia: Danny Saucedo (Rappresentante dello stato all'Eurovision Dance Contest 2008)
18. San Marino: Nicola Della Valle (Rappresentante dello stato all'Eurovision Song Contest 2008 come parte dei Miodio)
19. Germania: Ina Müller
20. Azerbaigian: Safura (Rappresentante dello stato all'Eurovision Song Contest 2010)
21. Slovenia: Klemen Slakonja
22. Turchia: Ömer Önder
23. Svizzera: Cécile Bähle
24. Grecia: Lena Aroni
25. Georgia: Sopho Nizharadze (Rappresentante dello stato all'Eurovision Song Contest 2010)
26. Francia: Cyril Féraud
27. Serbia: Dušica Spasić
28. Croazia: Nevena Rendeli
29. Bielorussia: Leila Ismailava (Presentatrice del Junior Eurovision Song Contest 2010)
30. Romania: Malvina Cservenschi
31. Albania: Leon Menkshi (Portavoce dello stato dall'Eurovision Song Contest 2006)
32. Malta: Kelly Schembri
33. Portogallo: Joana Teles
34. Ungheria: Éva Novodomszky
35. Lituania: Giedrius Masalskis
36. Bosnia ed Erzegovina: Ivana Vidmar
37. Irlanda: Derek Mooney (Portavoce dello stato nelle edizioni 2000, 2009 e 2010)
38. Spagna: Elena S. Sánchez
39. Israele: Ofer Nachshon (Portavoce dello stato dall'Eurovision Song Contest 2009)
40. Estonia: Piret Järvis (Rappresentante della Svizzera all'Eurovision Song Contest 2005 come parte delle Vanilla Ninja)
41. Moldavia: Geta Burlacu  (Rappresentante dello stato all'Eurovision Song Contest 2008)
42. Belgio: Maureen Louys
43. Lettonia: Aisha (Rappresentante dello stato all'Eurovision Song Contest 2010)

### Compilation
- Eurovision Song Contest 2011